# Yaoi-Con
La Yaoi-Con fue una convención anual de tres días de duración, fundada en 2001 y dirigida a los fanáticos de anime, manga y videojuegos de género yaoi, además de abarcar una amplia gama de diferentes aspectos de la cultura asiática. Usualmente se lleva a cabo en Burlingame, California, durante el otoño. 
Desde 2012, su organizador y patrocinador principal es Digital Manga Publishing. En la convención se realizan eventos en donde voluntarios conocidos como "bishōnen", representan a personajes populares que se muestran en cualquier medio de comunicación yaoi, y la mayoría también organizan los mismos eventos.

## Descripción
Al igual que en otras convenciones de anime, Yaoi-Con posee paneles y tiendas dedicadas enteramente al género yaoi; junto con una sala de video de 24 horas, una biblioteca de manga, intercambio y distribución de mercancía, un mascarada de cosplays y una competencia de Anime Music Video. También cuenta con un concurso titulado Bishounen Bingo y una recaudación de fondos llamada Bishounen Auction, la cual se lleva a cabo los sábados. En Bingo y Auction, los voluntarios realizan espectáculos con el fin de entretener a los asistentes de la convención.
Cada año, Yaoi-Con patrocina al menos a un autor japonés de manga yaoi como invitado de honor. A medida que el género se expande en los Estados Unidos, las empresas que asisten a Yaoi-Con se han interesado en traer huéspedes con ellos. Los invitados de honor suelen participar en las sesiones de preguntas y respuestas y/o autógrafos, así como sesiones de dibujo donde se muestra a los asistentes de la convención cómo producen su trabajo.
Debido a la naturaleza adulta de su temática, Yaoi-Con requiere que todos los asistentes tengan al menos 18 años de edad y se pide la identificación al registrarse. En 2003, se estimó que el 85% de los miembros de Yaoi-Con eran mujeres, y en su mayoría heterosexuales.

## Historia

### Eventos
| Fecha                                  | Locación                                                        | Invitados |
| -------------------------------------- | --------------------------------------------------------------- | --- |
| 1 de septiembre de 2001                | Radisson Miyako Hotel, San Francisco, California                | You Higuri, Azusa Kurokawa, Shinjuku Nishiguchi, Gilles Poitras, Yoshihiro Yonezawa y Flash Mama.                                       |
| 18–20 de octubre de 2002               | Holiday Inn Golden Gateway, San Francisco, California           | Youka Nitta, Andrew Conway, Patrick Drazen y Secret Secret.                                                                             |
| 17–19 de octubre de 2003               | Renaissance Parc 55, San Francisco, California                  | Shushushu Sakurai y Jo Chen. |
| 29–31 de octubre de 2004               | Westin San Francisco Airport, Millbrae, California              | Ayano Yamane, Jo Chen, Lucina Project y John O'Donnell.                                                                                 |
| 28–30 de octubre de 2005               | Westin San Francisco Airport, Millbrae, California              | Kazuma Kodaka y You Higuri. |
| 20–22 de octubre de 2006               | Westin San Francisco Airport, Millbrae, California              | Asia Watanabe, Toko Kawai, Yishin Li, Lara Yokoshima, Studio Kawaii y Jo Chen                                                           |
| 26–28 de octubre de 2007               | San Mateo Marriott San Francisco Airport, San Mateo, California | Mamiya Oki, Tsubasa Kawahara, Hinako Takanaga y Dany & Dany                                                                             |
| 26–28 de septiembre de 2008            | San Mateo Marriott San Francisco Airport, San Mateo, California | Nase Yamato, Tatsumi Kaiya, Lynn Flewelling, Wendy Pini, Yamila Abraham y Yayoi Neko, M.A Sambre.                                       |
| 30 de octubre - 1 de noviembre de 2009 | San Mateo Marriott San Francisco Airport, San Mateo, California | Kazuka Minami (no asistió debido a problemas de salud) y Kano Miyamoto                                                                  |
| 29–31 de octubre de 2010               | Hyatt Regency San Francisco Airport, Burlingame, California     | Ayano Yamane, Ryōtarō Okiayu, Hidenobu Kiuchi, Hinako Takanaga, Kano Miyamoto, Yasuhiro Nakamura, Lynn Flewelling, Jo Chen y Yayoi Neko |
| 21-23 de octubre de 2011               | San Francisco Airport Marriott, Burlingame, California          | Fusanosuke Inariya y Jo Chen |
| 12-14 de octubre de 2012               | Westin Long Beach Hotel, Long Beach, California                 | Uki Ogasawara y Jo Chen |
| 12-14 de septiembre de 2014            | Hyatt Regency San Francisco Airport, Burlingame, California     | Shoko Takaku y Reika |
| 18-20 de septiembre de 2015            | Hyatt Regency San Francisco Airport, Burlingame, California     | Makoto Tateno y Martha Asahi |
| 16-18 de septiembre de 2016            | Hyatt Regency San Francisco Airport, Burlingame, California     | Hinako Takanaga |
| 6-8 de octubre de 2017                 | Hyatt Regency Santa Clara, Santa Clara, California              | Sakira, Psyche Delico |